# Partido judicial de Marbella
El partido judicial de Marbella es el partido judicial n.º 6 de la provincia de  Málaga, es uno de los 85 partidos judiciales en los que se divide la comunidad autónoma de Andalucía. Fue creado por Real Decreto en 1983. Comprende los municipios de Benahavís, Istán, Marbella y Ojén, todos situados en la provincia de Málaga. La cabeza de partido y por tanto sede de las instituciones judiciales es Marbella.
Cuenta con un Juzgado Decano, siete juzgados de Primera Instancia, 5 de Instrucción y un juzgado de violencia sobre la mujer.